# Ethete
Ethete è un census-designated place degli Stati Uniti d'America, situato nella Contea di Fremont dello stato del Wyoming. Nel censimento del 2000 la popolazione era di 1.455 abitanti.

## Geografia fisica
Secondo i rilevamenti dell'United States Census Bureau, la località di Ethete si estende su una superficie di 83,9 km², tutti occupati da terre.

## Popolazione
Secondo il censimento del 2000, a Ethete vivevano 1.455 persone, ed erano presenti 298 gruppi familiari. La densità di popolazione era di 17,3 ab./km². Nel territorio comunale si trovavano 367 unità edificate. Per quanto riguarda la composizione etnica degli abitanti, il 4,95% era bianco, il 94,23% era nativo, lo 0,07% proveniva dall'Asia, lo 0,07% apparteneva ad altre razze e lo 0,69% a due o più. La popolazione di ogni razza ispanica corrispondeva al 2,06% degli abitanti.
Per quanto riguarda la suddivisione della popolazione in fasce d'età, il 40,5% era al di sotto dei 18, il 12,4% fra i 18 e i 24, il 24,8% fra i 25 e i 44, il 17,3% fra i 45 e i 64, mentre infine il 4,9% era al di sopra dei 65 anni di età. L'età media della popolazione era di 23 anni. Per ogni 100 donne residenti vivevano 105,5 uomini.